# Gaylussacia centunculifolia
Gaylussacia centunculifolia är en ljungväxtart som beskrevs av Herman Otto Sleumer. Gaylussacia centunculifolia ingår i släktet Gaylussacia och familjen ljungväxter. Inga underarter finns listade i Catalogue of Life.